# Alphonse de Créquy
Pour les articles homonymes, voir Famille de Créquy et Créquy (homonymie).
Alphonse de Créquy, comte de Canaples puis duc de Lesdiguières (1703) est un noble français, né le 16 avril 1628, et baptisé à Paris, paroisse Saint Paul, le 7 janvier 1629 et mort à Paris, paroisse Saint Germain l'Auxerrois, le 5 août 1711.

## Biographie
Il était le fils de Charles de (Blanchefort) Créquy et d'Anne de Grimoard de Beauvoir du Roure, le petit-fils de Charles 1er de Blanchefort Créquy.
Alphonse de Créquy n'avait pas le talent de ses frères Charles III de Créquy et François de Créquy et perdit ses diverses nominations en France. Il se rend à Londres en 1672, où il s'allie étroitement à Charles de Saint-Évremond et est l'un des intimes du roi Charles II.
Membre de la famille de Créquy, il fut reçu au Parlement comme duc de Lesdiguières et pair de France le 11 février 1704.
Il épousa en 1702 Gabrielle Victoire de Rochechouart, décédée le 23 mars 1740, fille de Louis Victor de Rochechouart, duc de Mortemart, dit de Vivonne, et d'Antoinette Louise de Mesmes, dame d'Everly. Ce mariage tardif resta sans postérité.
Son épouse était la fille du duc de Vivonne, frère de Madame de Montespan.
Alphonse de (Blanchefort) Créquy avait pour frère aîné Charles III de (Blanchefort) Créquy, prince de Poix, pour frère cadet François de (Blanchefort) Créquy, marquis de Marines, Maréchal de France.

## Source
Christophe Levantal, Ducs et pairs et Duchés-pairies laïques à l'époque moderne (1519-1790), 1996, Paris, Maisonneuve & Larose, p. 718-719 & 993-994.